# 中村清高
中村 清高（なかむら きよたか、1959年1月11日 - ）は、日本の実業家。横浜国立大学経済学部卒業後、日興證券株式会社を経て、ゴールドマン・サックス証券会社に勤務。株式資本市場部設立、マネージングディレクターに就任を経て、2000年、株式会社いい生活を設立。代表取締役社長。

## 経歴
- 1981年 - 横浜国立大学経済学部卒業
- 1981年 - 日興證券入社。
- 1990年 - ゴールドマンサックス証券入社。 株式資本市場部設立。
- 1998年 - ゴールドマンサックス証券マネージングディレクター就任
- 2000年 - 株式会社いい生活設立。代表取締役社長就任